# Мереу, Лучано
Лучано Мереу (итал. Luciano Mereu; 1842, Ницца — 1 апреля 1907, Рим) — итальянский революционер.

## Биография
Не располагаем данными о детстве Мереу.
В семнадцать лет Мереу ушёл добровольцем в Альпийские охотники и принял участие в второй войне за независимость 1859 года. В следующем году последовал за Гарибальди, Джузеппе в его поход в Сицилию и южную Италию и принял участие в битве при Вольтурно.
В 1863 году повстречав Франческо Нулло последовал за ним, чтобы помочь восставшей Польше.
Вновь вступил в ряды гарибальдийцев и принял участие в 1866 году в третьей войне за независимость за освобождение Венеции и Тренто (провинция), в качестве капитана 2-го полка итальянских добровольцев. За заслуги проявленные в этой войне получил Медаль «За воинскую доблесть» (Италия).
После окончания войны Мереу отправился на Крит на помощь греческим повстанцам, во главе контингента 2000 добровольцев и 80 офицеров. Здесь Мереу и его добровольцы воевали под командованием Паноса Коронеоса. Многие из добровольцев Мереу погибли в сражении при Вафе 24-25 октября 1866 года
противостоя 12 000 турок Мустафы-паши во многих сражениях, Мереу успешно завершил кампанию в Ираклионе 22 февраля 1867 года
В том же году принял участие в экспедиции Гарибальди в Агро Романо.
В 1870 году вновь последовал за Гарибальди в кампании Вогезы против пруссаков.
Согласно Риччотти Гарибальди, во всех кампаниях он проявил «любовь к добровольцам и хладнокровие под обстрелом». За своют службу и патриотизм Мереу заслужил должность хранителя алтаря Mentana. 23 ноября 1870 года он был выдворен из Ниццы вместе с гарибальдийцами Adriano Gilli, Carlo Perino, иAlberto Cougnet.
Лучано Мереу был избран городским советником города Ницца, при мэре Аугусто Рейно (1871—1876), был членом Комитета Гарибальди в Ницце при Rasteu Донато, который был президентом до 1885 года.
В 1897 году Мереу вновь отправился добровольцем в Грецию, на этот раз в регионы Эпир и Фессалия, чтобы принять участие на стороне греческой армии в греко-турецкой войне 1897 года. Здесь Риччотти Гарибальди организовал корпус 1300 краснорубашечников, из которых 1000 были итальянцами. Мереу, в звании полковника, командовал колонной добровольцев первого батальона. 17 мая гарибальдийцы приняли участие в сражении при Домокос, противостоя значительно более многочисленным турецким войскам Ислам-паши. Гарибальдийцы потеряли убитыми 22 человек, среди которых был депутат итальянского парламента республиканец Антонио Фратти. Это была одна из двух единственных греческих побед в этой войне, которую Менотти Гарибальди охарактеризовал как «дипломатическая комедия с трагическими результатами» для « преданного народа (Popolo tradito)», а итальянский революционер Амилькаре Чиприани охарактеризовал войной, где отступление греческой армии было предрешено и запланировано дипломатией и греческой монархией до начала войны.
Мереу умер в апреле 1907 года и в манифесте изданном в его честь итальянской Гарибальдийской федерацией и подписанном Federico Gattorno было написано: «Еще один из наших гарибальдийцев, скромный герой, любимец Гарибальди, умер в больнице, как вознаграждение за услуги, оказанные нации». Полиция запретила публикацию.